# Onze-Lieve-Vrouw van het Heilig Hartkerk (Etterbeek)
De Onze-Lieve-Vrouw-van-het-Heilig-Hartkerk (Frans: Église Notre-Dame-du-Sacré-Coeur) is een rooms-katholiek kerkgebouw in de Belgische gemeente Etterbeek in het Brussels Hoofdstedelijk Gewest. De kerk staat aan de Tervaetestraat 24 in de wijk Rinsdelle. De kerk werd ontworpen door architect Edmond Serneels. Het gebouw in neoromaanse en eclectische stijl werd tussen 1926 en 1928 gebouwd en in 1929 ingewijd.
De bouw van deze kerk verliep in twee fases. In de tweede fase werd ingenieur-architect Jean Stillemans bij het project betrokken en werd de lengte van de kerk wegens geldgebrek ingekort.
Het orgel van de kerk werd gemaakt door Jozef Loncke in 1953 en een jaar later door Monseigneur Cento ingewijd. Sommige van de glasramen zijn het werk van de glazeniers Fernand Colpaert en diens zoon Jacques, andere van de kunstenaar Anto Carte, die ook verantwoordelijk was voor het geschilderd paneel "Het ontslapen van de Maagd Maria" dat in de kerk werd aangebracht.